# شوولپر
شوولپر (به آلمانی: Schwülper) یک شهر در آلمان است که در پاپنتایش واقع شده‌است. شوولپر ۶٬۶۵۵ نفر جمعیت دارد.